# Município de Barlow (condado de Washington, Ohio)
O município de Barlow (em inglês: Barlow Township) é um município localizado no condado de Washington no estado estadounidense de Ohio. No ano 2010 tinha uma população de 2618 habitantes e uma densidade populacional de 31,82 pessoas por km².

## Geografia
O município de Barlow encontra-se localizado nas coordenadas 39° 24′ 23″ N, 81° 38′ 31″ O. Segundo a Departamento do Censo dos Estados Unidos, o município tem uma superfície total de 82.27 km², da qual 81,95 km² correspondem a terra firme e (0,38 %) 0,32 km² é água.

## Demografia
Segundo o censo de 2010, tinha 2618 pessoas residindo no município de Barlow. A densidade de população era de 31,82 hab./km².